# Diamonds (filme de 1999)
Diamonds é um filme estadunidense de 1999, do gênero comédia, dirigido por John Mallory Asher e escrito por Allan Aaron Katz. O filme é estrelado por Kirk Douglas, Dan Aykroyd, Lauren Bacall, Jenny McCarthy e Corbin Allred.

## Elenco
- Kirk Douglas .. Harry Agensky
- Dan Aykroyd .. Lance Agensky
- Corbin Allred .. Michael Agensky
- Lauren Bacall .. Sin-Dee
- Kurt Fuller .. Moses Agensky
- Jenny McCarthy .. Sugar
- Mariah O'Brien .. Tiffany
- June Chadwick .. Roseanne Agensky
- Lee Tergesen .. Guarda de fronteira
- Val Bisiglio .. Tarzan
- Allan Aaron Katz .. Assaltante
- Roy Conrad .. Chefe do poço
- John Landis .. Apostador
- Joyce Bulifant .. June
- Liz Gandara .. Roxanne